# Twist à Saint-Tropez
Pour les articles homonymes, voir Twist (homonymie) et Tropez.
Clip vidéo
[vidéo] « Les Chats Sauvages - Twist à Saint-Tropez », sur YouTube
Twist à Saint-Tropez est une chanson française de twist du groupe Les Chats sauvages. Interprétée par Dick Rivers (chanteur du groupe), elle est l'un des premiers et plus grand succès de la formation. La chanson est enregistrée chez Pathé-Marconi pour leur premier album 33 tours Est-ce que tu le sais de 1961, et extrait en super 45 tours  Pathé EA 569 en avril 1962.

## Histoire
Alors qu'ils recherchent une 10e chanson pour clore l'enregistrement de leur premier album Est-ce que tu le sais en septembre 1961, aux studios Pathé-Marconi de Boulogne-Billancourt, Les Chats sauvages entendent une musique durant une pause de repos des jazzmen Guy Lafitte et Martial Solal, en répétitions dans un studio voisin, improvisant sur un thème inconnu qui balance. Dotée par la suite de paroles écrites par André Salvet, adaptée en rythmique rock et jouée en accompagnement sur des riffs de guitare à la Chuck Berry exécutés par John Rob à la guitare solo, cette chanson allait devenir la plus célèbre création du groupe, un titre emblématique de son époque et de l’histoire du rock français en général, qui se vend à 300 000 exemplaires :
« Twist à Saint-Tropez, on vient partout dans le monde, vers Saint-Tropez, on voit sur la plage, mille visages, plus tard ils iront danser  »
 (paroles André Salvet, extrait)
Pionnier du rock 'n' roll français avec en particulier Johnny Hallyday ou Les Chaussettes noires d'Eddy Mitchell, Dick Rivers quitte le groupe Les Chats sauvages en 1962, pour entreprendre avec succès une carrière indépendante. Malgré le succès phénoménal de ce titre, il cite « Cette chanson je ne l'aimais pas. Si j'avais su quelle deviendrait aussi célèbre en faisant connaître ce village au monde entier… Nous n'avons jamais reçu de médaille ni courrier de remerciements de la municipalité… ». Chanson que Dick Rivers a toujours détestée au point de refuser de la chanter sur scène.

## Quelques reprises
- 1961 : le groupe Les Blousons noirs enregistre sa propre version de Twist à Saint-Tropez[4] (cette version est rééditée en 2006 sur l'album de compilation  Special Rock)
- 1974 : reprise pour l'album Twist du groupe Au Bonheur des dames
- 1978 : reprise avec succès en version synthpop par le groupe belge Telex.